# Næsby Sogn (Odense Kommune)

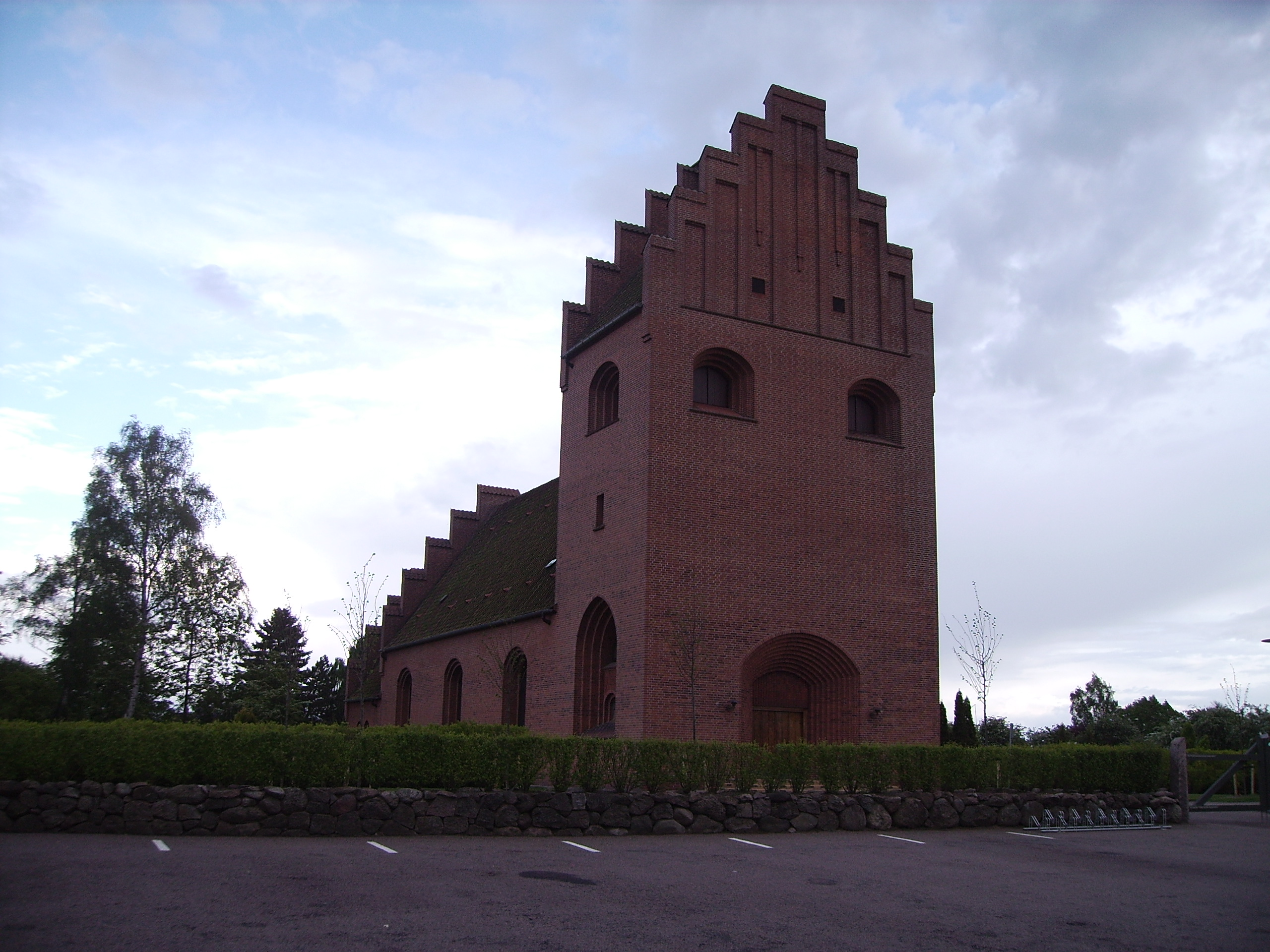
Næsby Kirke

Næsby Sogn ist eine Kirchspielsgemeinde (dän.: Sogn) auf der Insel Fyn (dt.: Fünen) im südlichen Dänemark. Bis 1970 gehörte sie zur Harde Odense Herred im damaligen Odense Amt, danach zur Odense Kommune im Fyns Amt, die im Zuge der  Kommunalreform zum 1. Januar 2007 Teil der Region Syddanmark geworden ist.
Von den 182.387 Einwohnern von Odense leben 6568 im Kirchspiel Næsby (Stand: 1. Januar 2023). Im Kirchspiel liegt die Kirche „Næsby Kirke“.
Nachbargemeinden sind im Nordosten Lumby Sogn, im Südosten Hans Tausens Sogn, im Südwesten Paarup Sogn und im Nordwesten Næsbyhoved-Broby Sogn.